# Le Rayon
Pour les articles homonymes, voir Rayon.
« Le Rayon », initialement nommé « Rayon Gay », est la première collection littéraire française LGBT (écrits lesbiens, gays, bisexuels et transgenres), créée par l'écrivain Guillaume Dustan.

## Histoire
À la fin des années 1990, Guillaume Dustan, écrivain, entreprend la traduction d'œuvres américaines à thématiques homosexuelles. Il quitte alors les éditions P.O.L chez qui il avait publié ses trois premiers romans et à qui il a proposé initialement l'idée de cette collection, pour les éditions Balland au sein desquelles il fonde, en collaboration initiale avec Jean-Jacques Augier, nouveau directeur de la maison, une collection consacrée à l'écrit homosexuel sous toutes ses formes,,. C'est une première du genre en France.  
La collection accueille alors des auteurs reconnus et médiatiques (Monique Wittig, Dorothy Allison, Geneviève Pastre, Dennis Cooper, Eve Ensler),, et permet aussi l'émergence d'une nouvelle littérature, souvent d'inspiration autofictive et expérimentale. Auteurs étrangers et français s'y côtoient, tout comme les genres littéraires : essais, romans, poésie, chroniques... 
Guillaume Dustan y publie trois livres : Nicolas Pages (Prix de Flore, 1999), Génie divin (2001) et LXiR ou Dédramatison La Vi Cotidièn (2002).
La collection est arrêtée en 2003, après qu'une cinquantaine de titres y ont été publiés.

## Publications
Liste non exhaustive

### Essais
- Dorothy Allison : Peau : sexe, classe sociale et littérature
- Sam Bourcier : Queer Zone. Politique des identités sexuelles et des savoirs
- Dennis Cooper : A l'écoute
- Catherine Deschamps : Le Miroir bisexuel. Une socio-anthropologie de l'invisible
- Béatrice Doucède : Discours Saphique
- Guillaume Dustan : Génie divin ; LXiR ou Dédramatison La Vi Cotidièn
- Eve Ensler : Les Monologues du vagin
- Charles Isherwood, La Manne. L'exstase (vie et mort de Joey Stefano)
- Jean-Bernard Ligier-Belair, Le Rôti
- Claude Pasteur : Le Beau vice ou les homosexuels à la Cour de France
- Paul B. Preciado : Manifeste contra-sexuel
- Erik Rémès : Guide de l'hétérosexualité
- Monique Wittig : La Pensée straight

### Romans et récits
- Jean Amblard : V comme Babel
- Karine Bernfeld : Alice au pays des femelles
- Corinne Bertrand : Hors d'œuvre
- Persimmon Blackbridge : Prozac café
- Thomas Bouvatier : Autogamie
- Hervé Brizon : La Vie rêvée de Sainte Tapiole
- Christophe Chemin : Hemmoroides ;  Les Bourreaux ; Agrandissement de l'asphalte
- Béatrice Cussol : Pompon ; Merci
- Jill Dearman : Queerscope Garçon
- Jill Dearman : Queeroscope Fille
- Djallil Djellad : Cet arabe qui t'excite
- Guillaume Dustan : Nicolas Pages (Prix de Flore 1999)
- Pascal Ferrant : Pourquoi pas moi ?
- Robert Gray : Mémoires d'un homme de ménage en territoire ennemi ; L'Heure au jardin
- Cécile Helleu : Soleil même ; Waow
- Laurent Herrou : Laura
- Frédéric Huet : Papa à tort
- Philippe Joanny : Le Dindon. Tragédie burlesque
- Marc Kerzual : Le Bouquet de lilas. Histoires de garçon à lire au début de l'été
- Nicolas Lejeune : Le Regarde-Belles
- Paul Marty : Entre Benoit et toi
- Christophe Moraux : Folle passion ; François
- Laure Ly, Demain matin ; Zéro killed OK
- Pascal Orant : Plan direct
- Nicolas Pages : Je mange un œuf
- Geneviève Pastre: Une femme en apensanteur
- Pascal Saint André Perrin : La Bourette enchantée ; Definitif
- Robert Plunket : Jock-straps
- Pier-Angelo Polver : Ogres (premier ouvrage édité par la collection, sorti en janvier 1999)
- John Rechy : La Nuit vient (The Coming of the Night)
- Erik Rémès : Je bande donc je suis ; Le Maître des amours
- Bruno Richard : Journal sale ; Elles sont de sortie. Journal sale 2
- Julien Thèves : Précarité ; Son histoire
- Stéphane Trieulet : Quintessence de la pédale
- Damien Verhamme : 5000 agrafes
- Alain Schoner : La Mécanique des hommes
- Michel Zumkir : C'est pas fini

### Collectifs
- H. coll. 1
- H. coll. 2

## Sources
- Guillaume Dustan, Nicolas Pages [1999], J'ai Lu, coll. « Nouvelle génération », 2003, p. 227-233.